# Renée Saint-Cyr
Pour les articles homonymes, voir Saint-Cyr.
Renée Saint-Cyr est une actrice, chanteuse et écrivaine française, née le 16 novembre 1904 à Beausoleil (Alpes-Maritimes) et morte le 11 juillet 2004 à Neuilly-sur-Seine (Hauts-de-Seine).
Formée au chant à Marseille à la fin des années 1910, sa carrière démarre dans les années 1930 au cinéma. Elle est ensuite présente au cinéma et au théâtre pendant près de soixante ans : à partir des années 1960, elle apparaît principalement dans les films de son fils, le cinéaste Georges Lautner.

## Biographie

### Origines
Renée Saint-Cyr naît sous le nom d’état civil « Marie-Louise Eugénie Vittore » le 16 novembre 1904 à Beausoleil,, sur la Côte d’Azur, de Marguerite Vittore, une des chanteuses soprano de l'opéra de Marseille.

### Carrière d'artiste
Renée Saint-Cyr commence également sa carrière artistique par le chant. Elle obtient un premier prix au conservatoire de Marseille et paraît pour la première fois sur scène dans Allo ! Chérie !, une revue pour enfants.
Elle renonce à sa carrière artistique à la suite de son mariage à l'âge de 16 ans avec le richissime joaillier Léopold Lautner, et la naissance de leur fils. Néanmoins, la grande crise commencée en 1929 ruine son mari et la conduit à reprendre sa carrière d'artiste.
Le cinéma lui offre son tout premier rôle en 1932, dans Les Deux Orphelines de Maurice Tourneur, dont elle est le personnage principal.

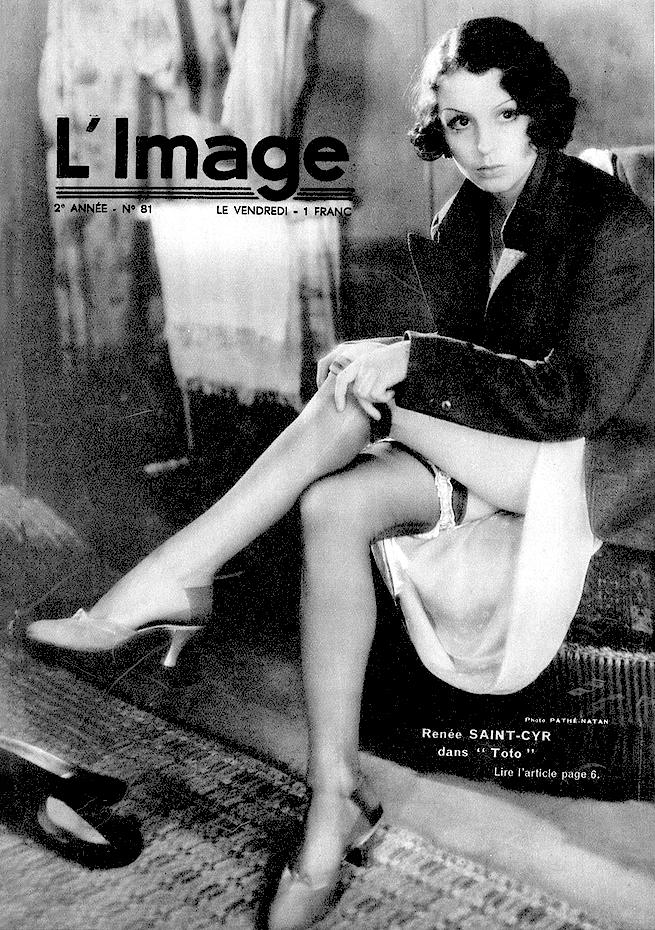
Renée Saint-Cyr dans le magazine L'Image du 1er janvier 1933.

L'essentiel de sa carrière de premier plan se déroule entre 1932 et 1943. Après cette période, elle se voit peu à peu cantonnée dans des seconds rôles de dame mûrissante (jusqu'en 1955) ou âgée (après 1962), mais toujours élégante et distinguée, nonobstant quelques discrètes scènes interprétées dans le registre trivial.

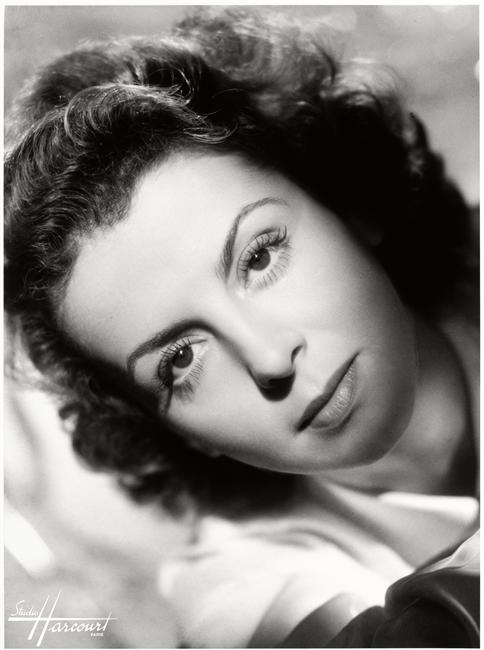
Renée Saint-Cyr par le studio Harcourt en 1941.

Au théâtre, en 1937, elle tient le rôle de Polly Pitchum dans la comédie musicale de Bertolt Brecht et Kurt Weill, L'Opéra de quat'sous, au théâtre de l'Étoile. Elle paraît en 1945 dans La Vie est belle de Marcel Achard puis dans Pas de fumée sans feu.
Dans la première moitié des années 1950, elle participe également à la production de quatre films.
Au début des années 1960, son fils Georges Lautner lui permet de donner un nouveau souffle à sa carrière cinématographique : elle participe en effet à onze de ses films, entre 1964 et 1992.
À la télévision, elle apparaît dans chacun des épisodes de la série Palace de Jean-Michel Ribes, où elle incarne l'une des truculentes « gardiennes du bon goût ».

### Écriture
Renée Saint-Cyr est l'auteur de recueils de souvenirs, notamment Le Temps de vivre, publié en 1967 aux éditions Plon, qui regroupe les anecdotes de sa vie d'actrice, et En toute mauvaise foi paru en 1990 aux éditions du Rocher.

### Vie privée
Renée Saint-Cyr épouse à l'âge de 16 ans Charles Léopold Lautner (1893-1938), richissime joaillier d'origine autrichienne qui avait fait la guerre 1914-1918 en tant qu'officier aviateur. Cinq ans plus tard, elle donne naissance au futur réalisateur Georges Lautner (1926-2013). Son mari, pilote d’avion de tourisme, meurt dans un accident lors d’une sortie de loisir le 17 janvier 1938 sur l'aérodrome de Vichy, alors que leur fils a 12 ans.

### Mort
Renée Saint-Cyr meurt à Neuilly-sur-Seine le 11 juillet 2004 d'une bronchite, quelques mois avant son centième anniversaire. Elle est inhumée au cimetière du Château, en bordure de Méditerranée à Nice. Georges Lautner, son fils mort en 2013, repose à ses côtés.

## Filmographie

### Cinéma

#### Longs métrages

Affiche de Retour de flamme.

- 1933 : Les Deux Orphelines de Maurice Tourneur : Henriette
- 1933 : Toto ou Son Altesse voyage de Jacques Tourneur : Ginette
- 1933 : D'amour et d'eau fraîche de Félix Gandéra
- 1934 : Incognito de Kurt Gerron
- 1934 : Une fois dans la vie de Max de Vaucorbeil
- 1934 : Arlette et ses papas de Henry Roussell
- 1934 : Le Dernier Milliardaire de René Clair : la princesse
- 1935 : Le Billet de mille de Marc Didier
- 1935 : L'École des cocottes de Pierre Colombier : Ginette
- 1936 : Valse royale de Jean Grémillon
- 1936 : Valse éternelle de Max Neufeld
- 1936 : Le cœur dispose de Georges Lacombe
- 1936 : Donogoo de Reinhold Schünzel et Henri Chomette
- 1936 : Les Pattes de mouches de Jean Grémillon
- 1936 : Les Loups entre eux de Léon Mathot
- 1936 : Trois, six, neuf de Raymond Rouleau
- 1936 : 27, rue de la Paix de Richard Pottier
- 1937 : Paris de Jean Choux
- 1937 : Les Perles de la couronne de Sacha Guitry et Christian-Jaque : Madeleine de la Tour d'Auvergne
- 1938 : Étrange Pensionnaire (Strange Borders) de Herbert Mason
- 1938 : Prisons de femmes de Roger Richebé
- 1939 : Le Chemin de l'honneur de Jean-Paul Paulin : Renée de Marvilliers
- 1940 : Roses écarlates (Rose scarlatte) de Vittorio De Sica : Maria
- 1941 : La Nuit de décembre de Kurt Bernhardt : Mme Morris et Hélène
- 1942 : Madame et le Mort de Louis Daquin
- 1942 : La Symphonie fantastique de Christian-Jaque : Marie Martin
- 1942 : La Femme perdue de Jean Choux
- 1943 : Retour de flamme d'Henri Fescourt : Edwige
- 1943 : Marie-Martine d'Albert Valentin : Marie-Martine
- 1943 : Pierre et Jean d'André Cayatte : Alice
- 1945 : Paméla, de Pierre de Hérain
- 1946 : Étrange Destin de Louis Cuny
- 1946 : L'Insaisissable Frédéric de Richard Pottier : Suzanne Delmont
- 1947 : Le Beau Voyage de Louis Cuny : Lena
- 1948 : La Voix du rêve de Jean-Paul Paulin
- 1949 : Tous les deux de Louis Cuny
- 1950 : Fusillé à l'aube d'André Haguet
- 1952 : Capitaine Ardant d'André Zwobada : Maria
- 1953 : Le Chevalier de la nuit de Robert Darène
- 1954 : Le Prince au masque rouge (Il cavaliere di Maison-Rouge) de Vittorio Cottafavi : Marie-Antoinette d'Autriche
- 1955 : La Princesse du Danube bleu (An der schönen blauen Donau) de Hans Schweikart
- 1955 : Si Paris nous était conté de Sacha Guitry : l’impératrice Eugénie
- 1961 : La Fayette de Jean Dréville : la duchesse d'Ayen
- 1964 : Déclic et des claques de Philippe Clair : la mère de Fernand
- 1964 : Le Monocle rit jaune de Georges Lautner : Mme Hui
- 1967 : Fleur d'oseille de Georges Lautner
- 1969 : Jeunes filles bien sous tous rapports (Das bumsfidele internat) de Norbert Terry
- 1973 : Quelques messieurs trop tranquilles de Georges Lautner : la comtesse
- 1974 : OK patron de Claude Vital : Yvette Huttin
- 1974 : Vous intéressez-vous à la chose ? de Jacques Baratier
- 1975 : Pas de problème ! de Georges Lautner : le docteur Laville
- 1976 : On aura tout vu de Georges Lautner : Mme Ferroni
- 1978 : Ils sont fous ces sorciers de Georges Lautner : Marie-Louise Précy-Lamont
- 1981 : Est-ce bien raisonnable ? de Georges Lautner : la veuve Bertillon
- 1983 : Attention, une femme peut en cacher une autre ! de Georges Lautner : Mme Le Boucau
- 1984 : Le Cowboy de Georges Lautner : Marie-Louise, la mère de César
- 1989 : L'Invité surprise de Georges Lautner : Léa
- 1992 : Room service de Georges Lautner : la comtesse
- 1992 : Sup de fric de Christian Gion : Mme de Valmy

#### Courts métrages
- 1984 : L'erreur est humaine d'André Valardy
- 1994 : Chacun pour soi de Stéphane Brisset

#### Documentaires
- 1999 : Kurt Gerrons Karussell de Ilona Ziok
- 2002 : Prisoner of Paradise de Malcolm Clarke et Stuart Sender

### Télévision
- 1965 : La Misère et la gloire, téléfilm ou feuilleton télévisé
- 1966 : En votre âme et conscience, épisode Le Secret de la mort de monsieur Rémy de Jean Bertho
- 1977 : Les Femmes du monde, feuilleton ou série télévisée
- 1979 : Ne rien savoir, feuilleton ou série télévisée
- 1982-1984 : Merci Bernard de Jean-Michel Ribes[5]
- 1988-1989 : Palace ou Ça c'est palace, série télévisée de Jean-Michel Ribes

### Production
- 1950 : Fusillé à l'aube d'André Haguet
- 1952 : Capitaine Ardant d'André Zwobada
- 1953 : Le Chevalier de la nuit de Robert Darène
- 1959 : La Valse du Gorille de Bernard Borderie

## Théâtre
- 1937 : L'Opéra de quat'sous de Bertolt Brecht, mise en scène Francesco von Mendelssohn, Raymond Rouleau, théâtre de l'Étoile, rôle : Polly
- 1945 : La Vie est belle de Marcel Achard, mise en scène Jean Meyer, théâtre de la Potinière
- 1954 : Cocktail-party de T. S. Eliot, mise en scène Paul Annet Badel, théâtre du Vieux-Colombier
- 1955 : Monsieur chasse ! de Georges Feydeau, mise en scène Jean Darcante, théâtre de la Renaissance
- 1963 : L'Aiglon d'Edmond Rostand, mise en scène Maurice Lehmann, Grand Théâtre à Genève
- 1965 : Gigi de Colette, mise en scène Jean-Michel Rouzière, théâtre du Palais-Royal
- 1967 : Jardins français de Julien Bertheau et Albert Husson, mise en scène Julien Bertheau, Festival des jeux du théâtre de Sarlat
- 1967 : Volpone d'après Ben Jonson, adaptation Stefan Zweig et Jules Romains, mise en scène Julien Bertheau, Festival des jeux du théâtre de Sarlat
- 1967 : Lorenzaccio d'Alfred de Musset, mise en scène Julien Bertheau, Festival des jeux du théâtre de Sarlat
- 1967 : Tartuffe de Molière, mise en scène Julien Bertheau, Festival des jeux du théâtre de Sarlat
- 1971 : Il faut que le sycomore coule de Jean-Michel Ribes, mise en scène de l'auteur, théâtre de Plaisance
- 1980 : Maison rouge de Pierre Sala, mise en scène de l'auteur, théâtre de la Potinière
- 1989 : Point de feu sans fumée de Julien Vartet, mise en scène Jean-Paul Tribout, théâtre Édouard-VII

## Publications
- Le Temps de vivre (biographie), Paris, Plon, 1967
- Le Hérisson puni : journal de bord d'une tournée théâtrale ... et long voyage autour de moi-même (biographie), Paris, éditions France-Empire, 1976
- En toute mauvaise foi : 50 ans de théâtre, de cinéma et de confidences (biographie), Monaco, éditions du Rocher, 1990

- Les Amis de mes amies : souvenirs (biographie), Paris, éditions de Fallois, 1994